# جام تخت جمشید ۱۳۵۶
جام تخت جمشید ۱۳۵۶ پنجمین دوره جام تخت جمشید و هفتمین دوره لیگ فوتبال ایران بود که در یک گروه ۱۶ تیمی در سال ۱۳۵۶ برگزار شد. این مسابقات از اسفند ماه ۱۳۵۵ آغاز شد و در بهمن ۱۳۵۶ به پایان رسید.
در این دوره تیم پاس تهران برای دومین بار پیاپی به مقام قهرمانی رسید.

## کنگره چهارم مسابقه‌های فوتبال جام تخت جمشید
در چهارمین کنگره مسابقه‌های فوتبال جام تخت جمشید که در تاریخ یکم دی ۱۳۵۵ در تهران تشکیل شد مقررات جدیدی به تصویب رسید
این جلسه با حضور  هیئت رئیسه فدراسیون فوتبال (۹ نفر) ، روسای تربیت‌بدنی استانها (۱۰نفر)، روسای هیئت های فوتبال (۱۳ نفر)، نمایندگان باشگاه‌های حاضر در دسته یک و دو ایران (۲۴نفر) که نمایندگان دو تیم اصفهانی سپاهان و ذوب‌آهن بدلیل نبودن وسیله برای سفر به تهران ! غیبت کرده بودند و بالاخره گروهی معدود از نمایندگان وسائل ارتباط جمعی که برخلاف تصمیم قبلی درست در فاصله ۲۴ ساعت به کنگره از آنها هم برای حضور در این گردهمایی دعوت بعمل آمده بود.
مهمترین تصمیمات این کنگره عبارتند از:
۱- فدراسیون فوتبال در پیروی از این هدف که هر چه سریعتر تعداد تیمهای تهرانی حاضر در مسابقه‌ها را کاهش بدهد اولین مساله‌ای که در کنگره مطرح کرد افزایش دو تیم شهرستانی به گروه دوم جام تخت جمشید بود. به این ترتیب تعداد تیمهای حاضر در دسته دوم تخت جمشید به ۱۲ تیم افزایش پیدا کرد
۲- مقرر شد از این فصل تیمها در هر بازی بدون در نظر گرفتن پست بازیکنان بتوانند سه تعویض انجام بدهند.
۳-قرار شد از فصل اخیر قیمت بلیط بازیهای تخت جمشید افزایش پیدا کند
۴- مدت قرارداد بازیکنان تغییر پیدا کرد و در حالی که قبل از تشکیل این کنگره حداقل قرارداد بازیکنان با تیمها ۲ سال و حداکثر آن ۴ سال بود به ۳ و ۵ سال افزایش پیدا کرد
۵- مقرر شد از این پس فدراسیون در مورد تیم‌های شهرستانی حاضر در دسته دوم لیگ تخت جمشید در صورتی که مجموع درآمد سالیانه آنها به مبلغ ۴۰۰ هزار تومان نرسد، از ده درصد حق خود صرف نظر کند. در مورد تیم های تهرانی هم به در آمد تیم های دسته اول دست اندازی شد، بدین صورت که در هر مسابقه از گروه اول که درآمد آن از ۲۰۰ هزار تومان بگذرد، ۵ درصد از این
درآمد کسر شده و به یک صندوق مخصوص و بسود تیم های تهرانی دسته ۲ واریز خواهد شد. بجز این ۵ درصد، یک درصد دیگر هم از درآمد تمامی مسابقه‌های جام تخت جمشید برای صندوق دیگری به‌سود بازیکنانی که در مواقع ضرورت نیاز به کمک دارند کسر خواهد شد
۶- از فصل پیش رو تیمهای دسته سوم حق شرکت در جام حذفی را خواهند داشت
همچنین فدراسیون فوتبال از تلاش خود جهت برقراری مسابقه‌های فوتبال قهرمانی باشگاه‌های کشورهای منطقه غرب آسیا که بگفته رئیس فدراسیون این مسابقه‌ها از آتیه نزدیک آ غاز و به‌طور رفت و برگشت انجام خواهد شد. این هم شانسی تازه برای تیم قهرمان مسابقه‌های جام تخت جمشید میباشد 
منبع : روزنامه اطلاعات چاپ دوم دی ۱۳۵۵ به شماره ۱۵۱۹۵ که تصویر روزنامه قید شده است

## جدول رده‌بندی

جدول پنجمین دوره لیگ تخت جمشید در هفته پایانی بازیها - چاپ شده در روزنامه اطلاعات - شماره ۱۵۵۲۴

| رده | تیم             | بازی | برد | مساوی | باخت | گل‌زده | گل‌خورده | تفاضل | امتیاز |
| --- | --------------- | ---- | --- | ----- | ---- | ----- | ------- | ----- | ------ |
| ۱   | پاس             | ۳۰   | ۱۵  | ۱۰    | ۵    | ۳۲    | ۲۱      | ۱۱+   | ۴۰     |
| ۲   | پرسپولیس        | ۳۰   | ۱۴  | ۱۰    | ۶    | ۴۵    | ۲۷      | ۱۸+   | ۳۸     |
| ۳   | ملوان           | ۳۰   | ۱۳  | ۱۱    | ۶    | ۳۵    | ۲۲      | ۱۳+   | ۳۷     |
| ۴   | تاج             | ۳۰   | ۱۴  | ۷     | ۹    | ۳۲    | ۲۲      | ۱۰+   | ۳۵     |
| ۵   | تراکتورسازی     | ۳۰   | ۱۲  | ۱۰    | ۸    | ۳۰    | ۲۲      | ۸+    | ۳۴     |
| ۶   | صنعت‌نفت         | ۳۰   | ۱۲  | ۱۰    | ۸    | ۲۸    | ۲۶      | ۲+    | ۳۴     |
| ۷   | برق شیراز       | ۳۰   | ۱۰  | ۱۳    | ۷    | ۲۶    | ۲۰      | ۶+    | ۳۳     |
| ۸   | ذوب‌آهن          | ۳۰   | ۱۱  | ۱۰    | ۹    | ۳۱    | ۳۰      | ۱+    | ۳۲     |
| ۹   | نیرو اهواز      | ۳۰   | ۱۰  | ۱۱    | ۹    | ۲۲    | ۲۰      | ۲+    | ۳۱     |
| ۱۰  | ماشین‌سازی تبریز | ۳۰   | ۹   | ۱۰    | ۱۱   | ۲۰    | ۲۳      | ۳-    | ۲۸     |
| ۱۱  | شهباز           | ۳۰   | ۷   | ۱۳    | ۱۰   | ۳۱    | ۲۹      | ۲+    | ۲۷     |
| ۱۲  | هما             | ۳۰   | ۹   | ۹     | ۱۲   | ۲۴    | ۲۸      | ۴-    | ۲۷     |
| ۱۳  | سپاهان          | ۳۰   | ۷   | ۱۲    | ۱۱   | ۲۱    | ۳۱      | ۱۰-   | ۲۶     |
| ۱۴  | بانک ملی        | ۳۰   | ۶   | ۱۲    | ۱۲   | ۱۷    | ۲۶      | ۹-    | ۲۴     |
| ۱۵  | دارایی          | ۳۰   | ۶   | ۱۰    | ۱۴   | ۲۶    | ۳۸      | ۱۲-   | ۲۲     |
| ۱۶  | راه‌آهن          | ۳۰   | ۱   | ۹     | ۲۰   | ۱۴    | ۴۸      | ۳۴-   | ۱۱     |

## نتایج بازیها
| میزبان / میهمان | پاس | پرس | ملو | تاج | تراک | صنآ | برق | ذوب | نیر | ماش | شها | هما | سپا | ملی | دار | راه‌ |
| --------------- | --- | --- | --- | --- | ---- | --- | --- | --- | --- | --- | --- | --- | --- | --- | --- | --- |
| پاس             |     | ۰-۰ | ۲-۲ | ۴-۲ | ۰-۱  | ۴-۲ | ۰-۰ | ۰-۱ | ۰-۲ | ۰-۱ | ۰-۱ | ۰-۱ | ۲-۲ | ۰-۱ | ۱-۱ | ۱-۲ |
| پرسپولیس        | ۰-۰ |     | ۲-۲ | ۳-۰ | ۱-۱  | ۲-۳ | ۰-۳ | ۱-۲ | ۱-۰ | ۰-۳ | ۰-۲ | ۱-۲ | ۰-۳ | ۱-۲ | ۲-۰ | ۰-۱ |
| ملوان           | ۱-۰ | ۰-۰ |     | ۰-۱ | ۰-۱  | ۰-۲ | ۱-۲ | ۲-۱ | ۰-۱ | ۰-۱ | ۱-۱ | ۰-۳ | ۱-۱ | ۰-۲ | ۱-۱ | ۰-۲ |
| تاج             | ۱-۰ | ۲-۱ | ۰-۰ |     | ۰-۰  | ۰-۰ | ۱-۲ | ۱-۰ | ۰-۱ | ۰-۰ | ۳-۱ | ۰-۰ | ۱-۰ | ۰-۳ | ۰-۱ | ۰-۰ |
| تراکتورسازی     | ۳-۰ | ۲-۲ | ۰-۱ | ۱-۰ |      | ۰-۰ | ۱-۱ | ۰-۱ | ۰-۱ | ۱-۰ | ۰-۲ | ۱-۲ | ۰-۰ | ۰-۲ | ۲-۲ | ۰-۴ |
| صنعت نفت        | ۱-۱ | ۱-۲ | ۱-۰ | ۱-۰ | ۱-۱  |     | ۱-۰ | ۱-۲ | ۱-۱ | ۰-۱ | ۰-۰ | ۰-۰ | ۰-۱ | ۱-۱ | ۰-۲ | ۰-۱ |
| برق شیراز       | ۰-۰ | ۰-۰ | ۰-۲ | ۱-۳ | ۲-۰  | ۱-۰ |     | ۰-۰ | ۱-۱ | ۰-۰ | ۰-۰ | ۰-۲ | ۱-۲ | ۰-۲ | ۰-۱ | ۰-۲ |
| ذوب‌آهن          | ۱-۲ | ۱-۲ | ۳-۰ | ۰-۲ | ۲-۰  | ۲-۳ | ۱-۱ |     | ۰-۱ | ۰-۰ | ۱-۱ | ۱-۱ | ۰-۲ | ۰-۰ | ۰-۱ | ۰-۳ |
| نیرو اهواز      | ۱-۰ | ۱-۱ | ۱-۰ | ۰-۱ | ۰-۱  | ۰-۰ | ۰-۱ | ۱-۱ |     | ۰-۰ | ۱-۲ | ۱-۳ | ۰-۲ | ۰-۰ | ۱-۱ | ۰-۲ |
| ماشین‌سازی       | ۲-۱ | ۲-۱ | ۲-۲ | ۲-۱ | ۱-۰  | ۰-۰ | ۱-۰ | ۰-۳ | ۰-۰ |     | ۱-۲ | ۰-۱ | ۰-۱ | ۰-۱ | ۳-۱ | ۱-۲ |
| شهباز           | ۰-۰ | ۳-۰ | ۱-۲ | ۲-۰ | ۱-۱  | ۱-۵ | ۱-۱ | ۱-۲ | ۱-۰ | ۰-۰ |     | ۰-۰ | ۰-۴ | ۰-۲ | ۲-۵ | ۰-۰ |
| هما             | ۰-۱ | ۲-۱ | ۱-۱ | ۱-۰ | ۲-۲  | ۱-۰ | ۰-۰ | ۰-۱ | ۱-۰ | ۰-۲ | ۱-۲ |     | ۰-۱ | ۱-۰ | ۱-۱ | ۰-۱ |
| سپاهان          | ۱-۰ | ۰-۰ | ۰-۰ | ۳-۳ | ۰-۱  | ۱-۰ | ۱-۱ | ۱-۱ | ۰-۲ | ۰-۰ | ۰-۰ | ۲-۱ |     | ۰-۰ | ۰-۱ | ۲-۲ |
| بانک ملی        | ۱-۱ | ۲-۲ | ۰-۱ | ۱-۰ | ۱-۰  | ۰-۲ | ۰-۰ | ۱-۰ | ۱-۳ | ۰-۰ | ۰-۰ | ۱-۱ | ۱-۰ |     | ۲-۳ | ۰-۱ |
| دارایی          | ۰-۱ | ۰-۱ | ۲-۰ | ۳-۰ | ۰-۲  | ۱-۰ | ۰-۱ | ۲-۲ | ۰-۰ | ۱-۰ | ۱-۱ | ۲-۰ | ۱-۰ | ۰-۰ |     | ۰-۰ |
| راه‌آهن          | ۱-۰ | ۵-۰ | ۱-۱ | ۱-۰ | ۱-۰  | ۲-۰ | ۳-۱ | ۱-۱ | ۱-۱ | ۲-۰ | ۱-۱ | ۱-۰ | ۲-۱ | ۰-۰ | ۳-۴ |     |

| راهنمایی رنگها |
| -------------- |
| برد در خانه    |
| مساوی          |
| باخت در خانه   |

  این بازی یک بر صفر به سود شهباز تمام شد ولی با رای کمیته انضباطی نتیجه بازی سه بر صفر به سود پرسپولیس شد.
منبع:   

## برنامه نیم فصل اول لیگ تخت جمشید
برنامه نیم فصل اول لیگ تخت جمشید در فصل ۱۳۵۶ 

| جام تخت جمشید ۱۳۵۶ |
| ------------------ |
| پاس تهران          |
| دومین قهرمانی      |

## جدول گلزنان
| رتبه | نام              |    | باشگاه      |
| ---- | ---------------- | -- | ----------- |
| ۱    | عزیز اسپندار     | ۱۶ | ملوان       |
| ۲    | حسین فرکی        | ۱۱ | پاس         |
| ۳    | محمدرضا عادلخانی | ۱۰ | شهباز       |
| ۳    | حسین فداکار      | ۱۰ | دارایی      |
| ۴    | آلن ویتل         | ۹  | پرسپولیس    |
| ۴    | حسن روشن         | ۹  | تاج         |
| ۴    | پرویز مظلومی     | ۹  | تراکتورسازی |